# Studená (Boêmia do Sul)
Studená é uma comuna checa localizada na região da Boêmia do Sul, distrito de Jindřichův Hradec.